# FC Electroputere Craiova
Fotbal Club Electroputere Craiova, cunoscută sub denumirile Electroputere Craiova sau simplu Electro, a fost un club de fotbal românesc fondat în 1949, sub numele de Metalul Craiova, și a activat până în 2004. 
De-a lungul timpului, echipa a purtat mai multe denumiri, cea mai cunoscută fiind Electroputere Craiova, nume sub care a evoluat până în 1998, când a fost redenumită Extensiv Craiova. Odată cu schimbarea denumirii, culorile clubului au fost modificate în galben, roșu și verde. Cea mai bună performanță a echipei a fost obținută în sezonul 1991-92, când a terminat pe locul 3 și s-a calificat în Cupa UEFA.
La jumătatea sezonului 2003–04, clubul a suferit o nouă schimbare de nume, devenind FC Craiova – fără nicio legătură cu formația omonimă activă între 1940 și 1949. În același timp, echipa și-a schimbat și culorile, adoptând bleu și albastru. În vara acelui an, clubul s-a dizolvat, iar majoritatea jucătorilor au fost preluați de nou-înființata FC Caracal.

## Istoric
În contextul industrializării accelerate a Craiovei din prima parte a anilor ’50, a început să prindă contur o identitate fotbalistică distinctă, strâns legată de noua platformă industrială Electroputere. Fondată în 1949, echipa – cunoscută inițial sub numele de Metalul Craiova – era formată în mare parte din muncitori ai uzinei.
Deși primele evoluții în campionatul regional nu s-au remarcat prin rezultate spectaculoase, echipa a început să atragă atenția prin stilul de joc dinamic și o bază de suporteri în continuă creștere. Printre jucătorii reprezentativi ai acelei perioade se numărau Marin Năstase, Rici Smarandache, Constantin Monțescu, Dumitru Grigorescu, Nicolae Razga, Vasile Constantin și Dumitru Hecher.
Sezonul 1950 a ilustrat natura imprevizibilă a echipei: după trei înfrângeri consecutive, au urmat patru victorii la rând, iar echipa a încheiat campionatul pe locul 5.
Redenumită Metalul Electroputere, echipa a înregistrat rezultate fluctuante în anii următori. În 1956, după o campanie modestă, a retrogradat în campionatul orășenesc și a fost redenumită ulterior Energia Electroputere. Sub conducerea antrenorului Lambru Dunăreanu, echipa a cunoscut un nou început. După un loc 3 în sezonul 1958–59, Electroputere a reușit să câștige Campionatul Regional Craiova în ediția 1959–60. Totuși, promovarea în Divizia B a fost ratată, echipa clasându-se pe locul 3 în turneul de baraj disputat la Ploiești, în urma formațiilor Aurul Brad și Chimia Govora.
Fuziunea cu secția de fotbal a clubului CFR Craiova a dus la formarea CFR Electroputere, care a preluat locul echipei feroviare în Divizia B pentru sezonul 1960–61. Prezența în eșalonul secund a fost însă de scurtă durată, echipa retrogradând după un singur sezon, pe fondul clasării pe locul 13 în Seria a II-a. Totuși, în  acel sezon, CFR Electroputere a reușit calificarea în șaisprezecimile Cupei României, unde a fost eliminată cu scorul de 2–4 de CCA București.
În anii care au urmat, echipa și-a continuat activitatea sub denumirea Electroputere, evoluând în Campionatul Regional Oltenia și păstrându-și ambițiile de accedere în eșaloanele naționale. Din lotul de atunci făceau parte Țecu Smarandache, Ion Belu, Vasile Vrejotis, Octavian Romeo, Venus Ciocîlteu, Ștefan Anghel, Matei Constantin, Stelian Chilom, Nicu Constantin, Ion Drăgan și Ion Militaru. După ce a încheiat pe locul 2 în sezonul 1961–62, clasarea pe locul 3 în ediția 1962–63 a adus promovarea în nou-reînființata Divizia C. În acea perioadă, din lot mai făceau parte și Nicolae Stere, Vică Oprea, Lili Popescu și Virgil Resciuc.
Pe parcursul următoarelor cinci sezoane, Electroputere a evoluat în Seria de Vest a Diviziei C, înregistrând următoarele clasări: locul 10 în 1963–64, locul 6 în 1964–65, locul 4 în 1965–66 și locul 3 în 1966–67. Odată cu venirea lui Nicolae Oțeleanu în funcția de antrenor principal, echipa a reușit promovarea în Divizia B, câștigând Seria de Vest în sezonul 1967–68. Lotul care a contribuit la această performanță i-a inclus pe Gh. Spinghel, Marin Bădici, Marian Terpovici, Nicu Constantin, Stelian Chilom, Emanoil Păunescu, Alexandru Stănescu, Marin Dașcu, Mihai Gavrilă, Iulian Popa, Marin Florescu, Matei Constantin, Firică Bulfan, George Sterie, Dan Cosci, Marin Bărbuț, Iulian Bălosu, Victor Niculescu, Virgil Resciuc, Dumitru Lovin, Cornel Chesnoiu, Constantin Țîră, Ion Nemțuc și Constantin Nica.
În următoarea decadă, Electroputere Craiova a evoluat în Seria a II-a a eșalonului secund, înregistrând o serie de clasări oscilante. În sezoanele 1968–69 și 1969–70 echipa a încheiat pe locul 7. A urmat o perioadă de regres, cu locul 13 în 1970–71, când antrenori au fost Clement Iordănescu în tur și Constantin Voroncovschi în retur, respectiv locul 14 în 1971–72, sezon în care a fost antrenată în prima parte de Octavian Romeo, iar în a doua de Nicolae Opriș, încheind la egalitate de puncte cu alte cinci formații și evitând retrogradarea datorită golaverajului.
În sezonul 1972–73, Electroputere a terminat din nou pe locul 13, cu Clement Iordănescu pe banca tehnică. Campania 1973–74, sub comanda lui Haralambie Eftimie, s-a încheiat cu o clasare pe locul 8 și o prezență notabilă în Cupa României, unde echipa a ajuns până în șaisprezecimi, fiind eliminată cu 0–2 după prelungiri de SC Tulcea. În acel meci au evoluat Mîniosu, Cotoșman, Tacoi (min. 35 Vîlceleanu), Bîtlan, Toma, Morovan (min. 68 Niță), Stanciu, Mincioagă, Bondrea, Pelea și Șarpe.
Sezonul 1974–75 a adus un nou vârf de formă, echipa clasându-se pe locul 5 sub conducerea lui Gheorghe Dungu. Performanța a fost repetată și în 1975–76 cu Ștefan Coidum pe bancă, însă în stagiunea următoare, 1976–77, Electroputere a coborât pe locul 9.
În 1977–78, cu Petre Petculescu antrenor, echipa a încheiat pe locul 13, iar în sezonul 1978–79 s-a clasat pe poziția a 16-a în Seria a II-a, retrogradând în Divizia C după unsprezece ani petrecuți în eșalonul secund.

Emblema Extensiv Craiova

## Cronologia denumirilor
| Nume                          | Perioadă  |
| ----------------------------- | --------- |
| Metalul Craiova               | 1949–1956 |
| Energia Electroputere Craiova | 1957–1958 |
| Electroputere Craiova         | 1958–1960 |
| CFR Electroputere Craiova     | 1960–1961 |
| Electroputere Craiova         | 1961–1998 |
| Extensiv Craiova              | 1998–2003 |
| FC Craiova                    | 2003–2004 |

## Palmares
Liga a II-a:
- Câștigătoare (2): 1990–91, 1998–99
- Locul 2 (2): 1996–97, 1997–98

Liga a III-a:
- Câștigătoare (3): 1967–68, 1984–85, 1989–90
- Locul 2 (4): 1979–80, 1980–81, 1981–82, 1982–83